# 郑小燕
郑小燕（1953年11月—），汉族，黑龙江宾县人，中华人民共和国政治人物，全国政协委员，中国农工民主党党员。曾担任十一届全国政协常务委员、农工党中央常委、江西省委主委。2008年，当选第十一届全国政协常务委员，代表中国农工民主党，分入第十组。